# Friedrich Ofenauer

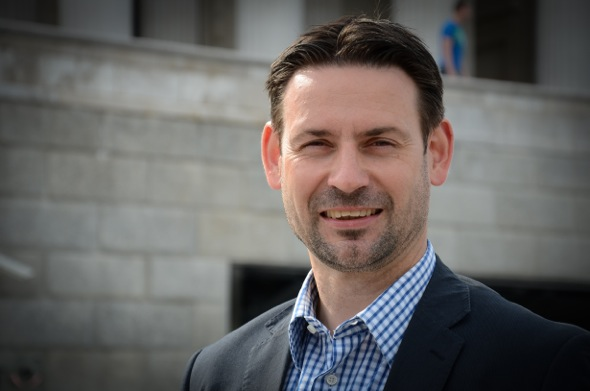
Friedrich Ofenauer (2014)

Friedrich Ofenauer (* 9. Jänner 1973 in St. Pölten) ist ein österreichischer Politiker (ÖVP). Er war von Dezember 2013 bis Oktober 2024 Abgeordneter zum österreichischen Nationalrat.
Ofenauer ist verheiratet, Vater von drei Kindern und wohnt in der Niederösterreichischen Gemeinde Markersdorf-Haindorf, wo er auch Bürgermeister ist.

## Ausbildung und Beruf
Friedrich Ofenauer besuchte die Volksschule in Markersdorf sowie die Hauptschule in Prinzersdorf. 1991 maturierte er am BORG in St. Pölten. Von 1991 bis 1997 studierte er Rechtswissenschaften an der Universität Linz und schloss das Studium mit der Sponsion zum Magister der Rechtswissenschaften ab. Anschließend daran absolvierte Ofenauer von August 1997 bis Mai 1999 die Gerichtspraxis mit einer Unterbrechung von Oktober 1997 bis Mai 1998 zum Ableisten des Präsenzdienstes. Nach der Gerichtspraxis arbeitete Friedrich Ofenauer im Jahr 1999 für ein halbes Jahr bei der Uniqa Insurance Group in der Kfz-Schadensabteilung.
Ofenauers Laufbahn als Landesbeamter begann als Mitarbeiter in den Bezirkshauptmannschaften der Bezirke Melk, wo er von 1999 bis 2002 tätig war, und Krems, wo er bis 2005 arbeitete. Anschließend daran war er drei Jahre lang, von 2005 bis 2008, Angestellter im Büro des amtierenden niederösterreichischen Landeshauptmannes Erwin Pröll. Zuletzt war er von 2008 bis 2013 Mitarbeiter in der Abteilung Bau- und Raumordnungsrecht im Amt der Niederösterreichischen Landesregierung.

## Politische Karriere
Friedrich Ofenauer war von 2005 bis 2007 Mitglied des Gemeinderats seiner Heimatgemeinde Markersdorf-Haindorf. Anschließend war er drei Jahre lang Mitglied des Gemeindevorstands, 2010 schließlich folgte die Wahl zum Bürgermeister von Markersdorf-Haindorf. Von 2008 bis 2012 war er zudem Gemeindegruppen-Obmann des ÖAAB in seiner Heimatgemeinde und seit 2014 ist er dort auch Gemeindeparteiobmann.
Am 17. Dezember 2013 wurde Ofenauer als Nachrückerkandidat für das Mandat im Landeswahlkreis Niederösterreich der aus dem Parlament ausscheidenden ÖVP-Mandatarin Innenministerin Johanna Mikl-Leitner erstmals als Nationalratsabgeordneter angelobt. Nachdem ihm bei der Nationalratswahl 2017 die erneute Wahl in den Nationalrat auf einem Regionalwahlkreis-Mandat des Regionalwahlkreis Niederösterreich Mitte gelungen war, wurde er auch in der 26. Legislaturperiode des Nationalrats als Abgeordneter angelobt. Friedrich Ofenauer gehört in der aktuellen Legislaturperiode des Nationalrats dem Budgetausschuss, dem Immunitätsausschuss (als Obmannstellvertreter), dem Justizausschuss, dem Umweltausschuss und dem Verfassungsausschuss an.[veraltet]
2021 wurde er Obmann des NÖAAB im Bezirk St. Pölten.